# 嘉義丘陵
嘉義丘陵是位在臺灣南部的臺南市與嘉義縣境內的山麓丘陵，東邊為阿里山山脈，兩者在地質上以大尖山斷層為界。該丘陵區北為八掌溪，南到曾文溪，區內各山有枕頭山（648公尺）、滴水山（283公尺）、牛山（212公尺）、大寮山（221公尺）、桶頭山（178公尺）、頂坪山（443公尺）、鹿坪山（444公尺）、科里山（217公尺）、關仔嶺（496公尺）、弟子山（137公尺）、半天寮山（210公尺）、蘇厝山（120公尺）、尖山（223公尺）、番仔山（104公尺）、燒灰子山（177公尺）、三見山（165公尺）、番輪山（120公尺）、番仔埔山（189公尺），整體平均高度在250公尺以下。